# Protomartire
Protomartire è il titolo attribuito al primo cristiano di una Chiesa che abbia testimoniato la sua fede con il martirio. 
Esso deriva infatti dall'unione delle parole greche πρῶτος (prōtos, 'primo') e μάρτυς (martys, 'testimone (di fede)', 'martire').

## Santo Stefano Protomartire
Il diacono Stefano di Gerusalemme, essendo stato il primo cristiano martirizzato è considerato protomartire della Chiesa universale e venerato da tutte le Chiese che ammettono il culto dei santi con il nome di Santo Stefano protomartire.

## Altri protomartiri
Oltre a Stefano, altri protomartiri vengono individuati presso le singole Chiese particolari: in tal caso il protomartire è il primo membro della comunità ad aver subito il martirio.
Tra questi vi sono:
- Primi martiri della Chiesa romana, celebrati insieme il 30 giugno;
- Santi Martiri concordiesi, protomartiri della diocesi di Concordia-Pordenone;
- Santi Agricola e Vitale, protomartiri della Chiesa bolognese;
- Sant'Albano d'Inghilterra protomartire della Chiesa inglese;
- Sant'Aniano protomartire della Chiesa astigiana;
- Sant'Ansano protomartire di Siena;
- Beato Bartolomeo Poggio protomartire della Chiesa di Patagonia;
- Santi Berardo, Ottone, Pietro, Accursio e Adiuto protomartiri dell'Ordine francescano;
- San Bonifacio protomartire della Chiesa tedesca;
- San Dionigi protomartire della Chiesa parigina;
- Santi Ermacora e Fortunato protomartiri della Chiesa aquileiense;
- San Fedele protomartire della Chiesa comasca;
- San Felice vescovo protomartire della Chiesa nolana;
- Beato Filippo Siphong Onphitak protomartire della Chiesa thailandese;
- San Giacomo Maggiore protomartire degli Apostoli;
- San Giovanni Nepomuceno protomartire della Chiesa ceca;
- Santa Giustina protomartire della Chiesa patavina;
- San Laviero protomartire della Chiesa potentina;
- Sant'Oronzo protomartire della Chiesa leccese
- San Lorenzo Ruiz protomartire della Chiesa filippina;
- San Miniato protomartire della Chiesa fiorentina;
- San Placido protomartire della Chiesa messinese;
- San Pietro Chanel protomartire della Chiesa d'Oceania;
- San Tarcisio protomartire dell'Eucaristia;
- Santa Tecla protomartire delle donne;
- San Terenziano di Todi protomartire della diocesi di Todi.
- Santi Gavino, Proto e Gianuario protomartiri Turritani (dell'arcidiocesi di Sassari);
- San Benedetto da Benevento protomartire della Polonia;
- Martiri di Natal protomartiri del Brasile;